# Бальде, Махамаду
Махамаду Бальде Бальде (исп. Mahamadou Baldé Baldé; род. 1 января 2004, Барселона) — испанский футболист сенегальского происхождения, нападающий клуба «Лацио».

## Клубная карьера
Бальде — воспитанник клубов «Дамм» и «Корнелья». В 2022 году игрок подписал контракт с итальянским «Носерина». В том же году он дебютировал за основной состав в итальянской Серии D. В 2023 году Бальде перешёл в «Лацио». 23 января 2025 года в поединке Лиги Европы против «Реал Сосьедад» игрок дебютировал за основной состав. 